# Ong Bak 3
Ong-Bak 3 en tailandés (องค์บาก 3), es una película tailandesa de artes marciales de 2010 protagonizada por Tony Jaa, es la secuela directa de Ong Bak 2 y precuela de Ong-Bak: El guerrero Muay Thai.

## Sinopsis
La leyenda de Ong Bak 3 comienza cuando Ting (Tony Jaa) pierde sus habilidades para luchar al ser torturado casi hasta morir por orden de Lord Ratchasena. Tien vuelve a la vida con la ayuda de un inesperado aliado, además de Pim, Mhen, Phra Bua y de los habitantes de la aldea Kana Khone. Con las enseñanzas de Phra Bua sobre la meditación profunda, Tien por fin consigue alcanzar el ‘Nathayut’. Su talento vuelve a ser puesto a prueba cuando sus rivales, los misteriosos asesinos de negro y Bhuti Sangkha (el cuervo), vuelven para el enfrentamiento final.

## Personajes
- Tony Jaa como Tien.
- Petchtai Wongkamlao como Mhen.
- Primrata Dej-Udom como Pim.
- Saranyu Wongkrajang como Lord Ratchasena.
- Sorapong Chatree como Chernung.
- Nirut Sirijunya como Maestro Phra Bua.
- Dan Chupong como el cuervo/Bhuti Sangkha.